# MTV Movie Awards 1992
1. gala MTV Movie Awards odbyła się 10 czerwca 1992 roku. Prowadzącym uroczystość był Dennis Miller.

## Nominacje

### Najlepszy film
- Terminator II: Dzień sądu
- Ognisty podmuch
- Chłopaki z sąsiedztwa
- JFK
- Robin Hood: Książę złodziei

### Najlepszy aktor
- Arnold Schwarzenegger – Terminator II: Dzień sądu
- Kevin Costner – Robin Hood: Książę złodziei
- Robert De Niro – Przylądek strachu
- Val Kilmer – The Doors

### Najlepsza aktorka
- Linda Hamilton – Terminator II: Dzień sądu
- Geena Davis – Thelma i Louise
- Rebecca De Mornay – Ręka nad kołyską
- Mary Elizabeth Mastrantonio – Robin Hood: Książę złodziei
- Julia Roberts – Za wcześnie umierać

### Najbardziej pożądany aktor
- Keanu Reeves – Na fali
- Kevin Costner – Robin Hood: Książę złodziei
- Christian Slater – Kuffs
- Patrick Swayze – Na fali
- Jean-Claude Van Damme – Podwójne uderzenie

### Najbardziej pożądana aktorka
- Linda Hamilton – Terminator II: Dzień sądu
- Christina Applegate – Nie mów mamie, że niania nie żyje
- Kim Basinger – Diagnoza zbrodni
- Tia Carrere – Świat Wayne’a
- Julia Roberts – Za wcześnie umierać

### Najlepsza rola przełomowa
- Edward Furlong – Terminator II: Dzień sądu
- Anna Chlumsky – Moja dziewczyna
- Campbell Scott – Za wcześnie umierać
- Ice-T, New Jack City
- Kimberly Williams – Ojciec panny młodej

### Najlepszy ekranowy zespół
- Dana Carvey i Mike Myers – Świat Wayne’a
- Damon Wayans i Bruce Willis – Ostatni skaut
- Anna Chlumsky i Macaulay Culkin – Moja dziewczyna
- Kevin Costner i Morgan Freeman – Robin Hood: Książę złodziei
- Geena Davis i Susan Sarandon – Thelma i Louise

### Najlepszy czarny charakter
- Rebecca De Mornay – Ręka nad kołyską
- Robert De Niro – Przylądek strachu
- Robert Patrick – Terminator II: Dzień sądu
- Alan Rickman – Robin Hood: Książę złodziei
- Wesley Snipes, New Jack City

### Najlepszy występ komediowy
- Billy Crystal – Złoto dla naiwnych
- Dana Carvey – Świat Wayne’a
- Steve Martin – Ojciec panny młodej
- Bill Murray – Co z tym Bobem?
- Mike Myers – Świat Wayne’a

### Najlepsza piosenka filmowa
- Everything I Do (Bryan Adams) – Robin Hood: Książę złodziei
- Addams Groove (Hammer) Rodzina Addamsów
- I Wanna Sex You Up (Color Me Badd) – New Jack City
- Tears in Heaven (Eric Clapton) – W matni
- You Could Be Mine (Guns N’ Roses) – Terminator II: Dzień sądu

### Najlepszy filmowy pocałunek
- Anna Chlumsky i Macaulay Culkin – Moja dziewczyna
- Anjelica Huston i Raúl Juliá – Rodzina Addamsów
- Annette Bening i Warren Beatty – Bugsy
- Juliette Lewis i Robert De Niro – Przylądek strachu
- Priscilla Presley i Leslie Nielsen, Naga broń 2½: Kto obroni prezydenta?

### Najlepsza scena akcji
- Terminator II: Dzień sądu
- Ognisty podmuch
- Ciężka próba
- Ostatni skaut
- Na fali

### Najlepszy nowy twórca
- John Singleton, reżyser Chłopaków z sąsiedztwa

### Nagroda za osiągnięcie życia
- Jason Voorhees, antybohater serii horrorów Piątek 13.